# Höfen (Rattelsdorf)
Höfen ist ein Gemeindeteil des Marktes Rattelsdorf im oberfränkischen Landkreis Bamberg. Zurzeit leben 182 Menschen im Dorf an der Itz.

## Geschichte
Bis zum 30. Juni 1972 gehörte Höfen zum aufgelösten Landkreis Ebern und damit zu Unterfranken.
Die Gemeindeteile der ehemaligen Gemeinde waren Höfen, Höfenneusig und Freudeneck. Am 1. Mai 1978 kam Höfen im Zuge der Gebietsreform in Bayern zum Markt Rattelsdorf.
In die Liste der Baudenkmäler in Höfen sind vier Objekte eingetragen.

## Brauereien
Heute gibt es in Höfen noch eine Brauerei, nämlich die Brauerei Endres.

## Fotos

Blick von Rattelsdorf nach Höfen
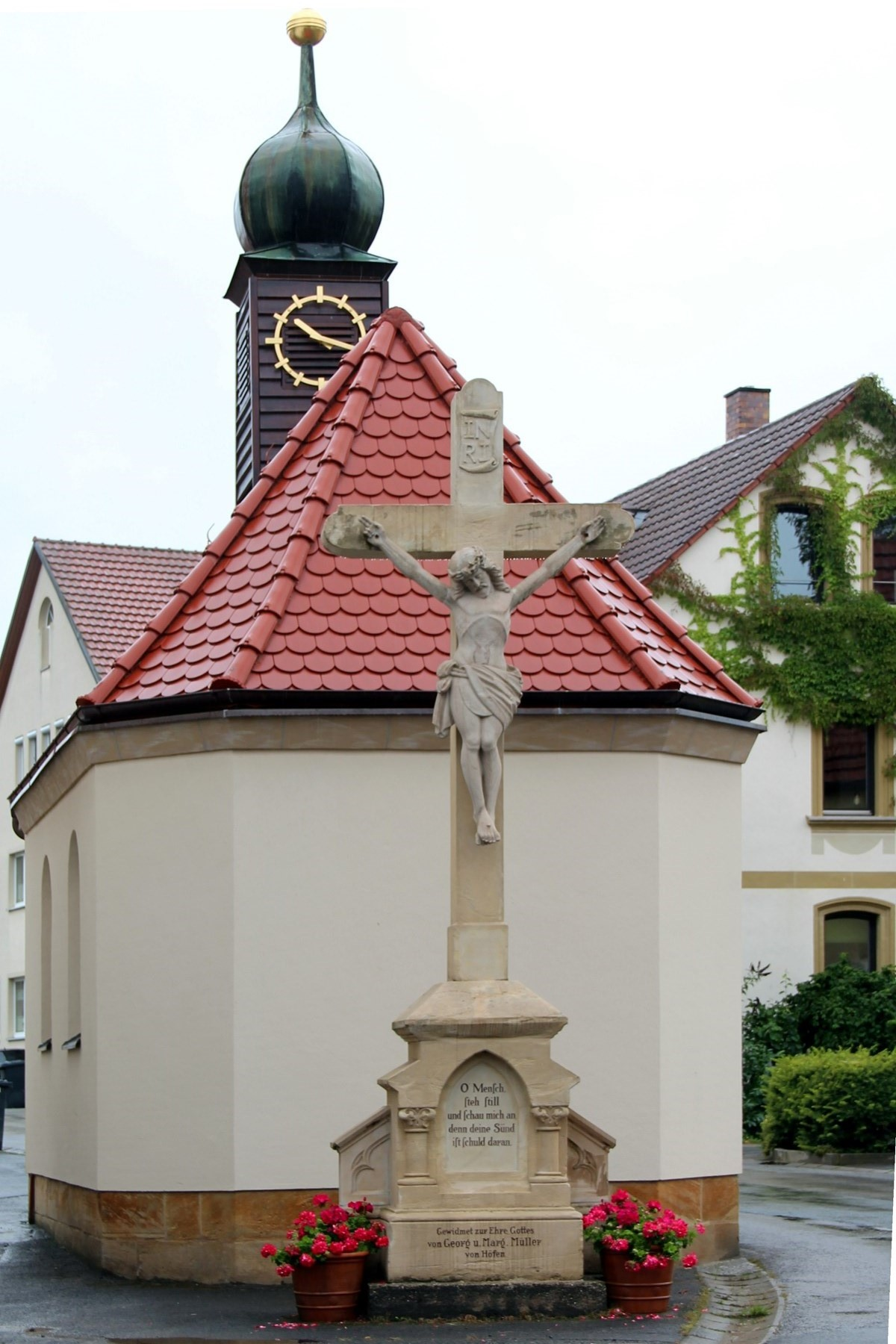
Kapelle
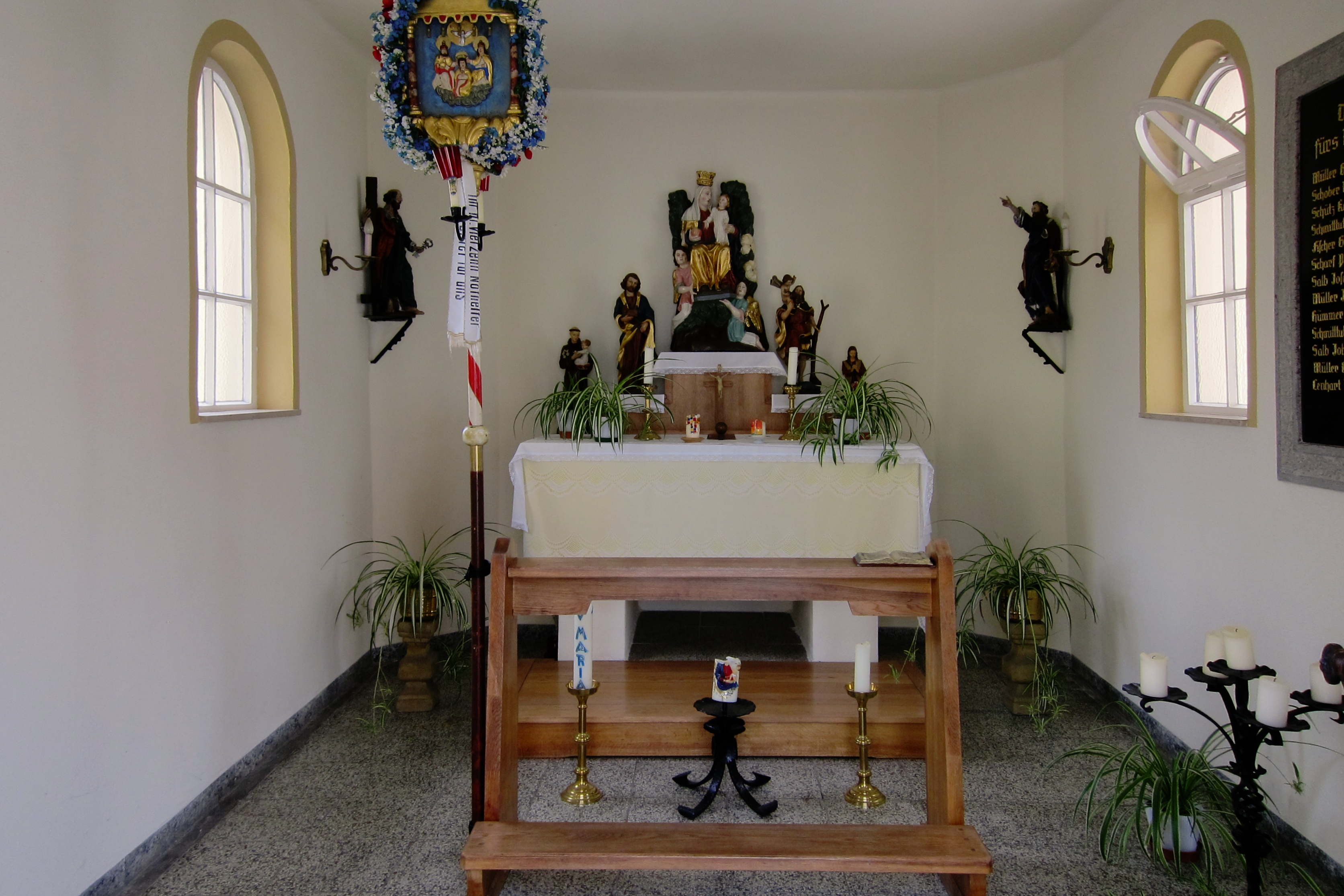
Kapelle Höfen (Innenansicht)
- Klang der Glocken der Höfer Kapelle um 12 Uhr
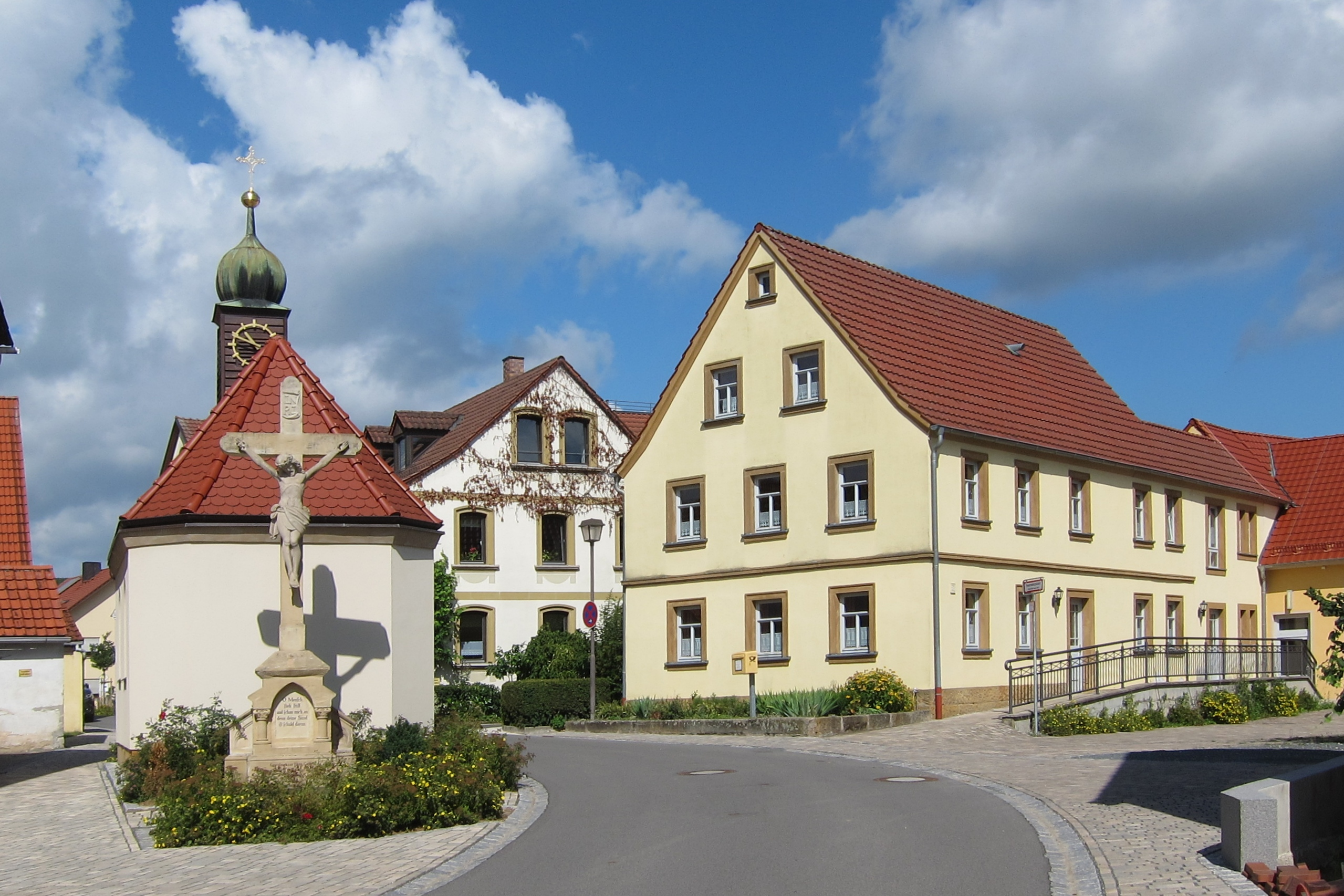
Höfen Ortskern mit Kapelle
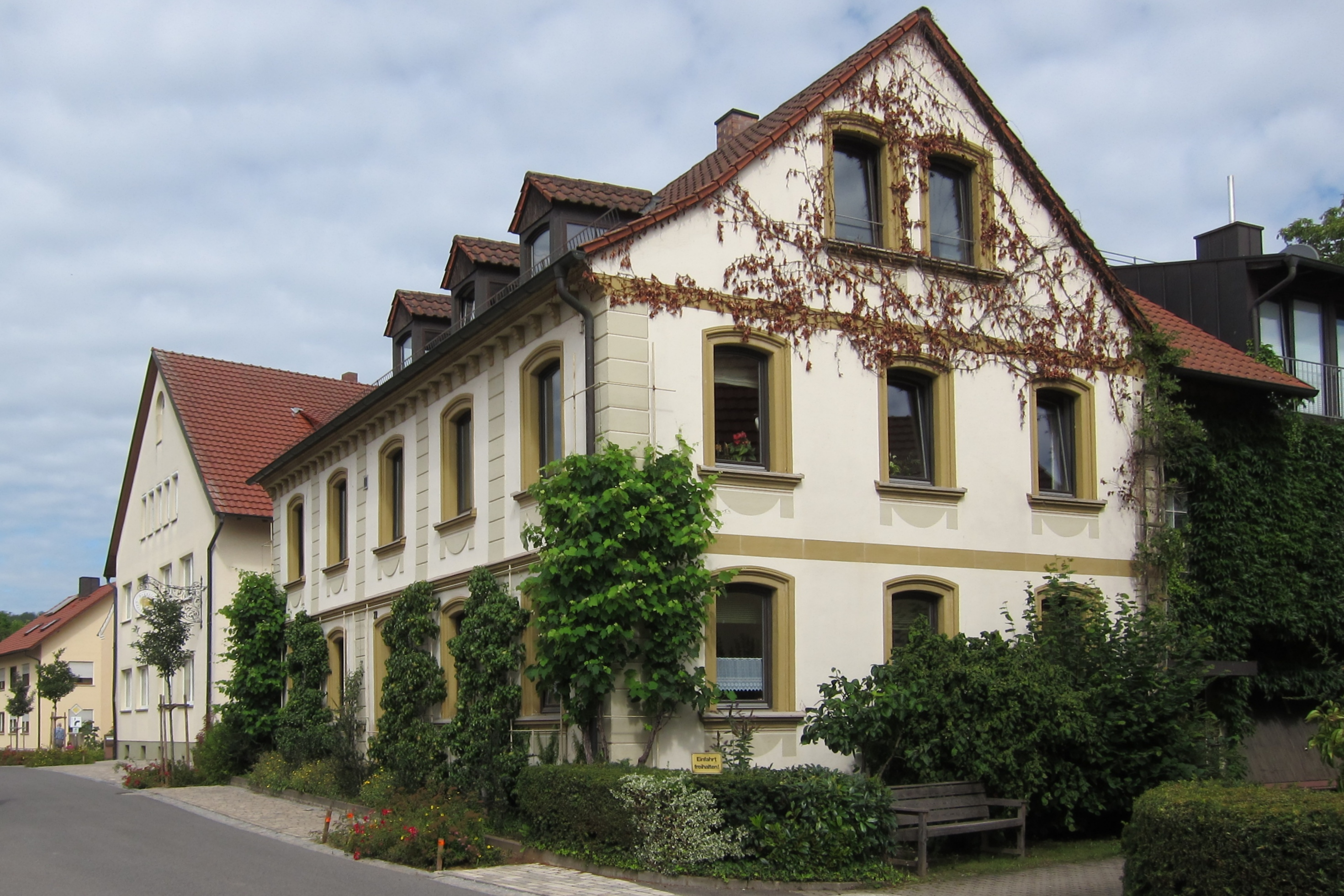
Höfen Ortskern
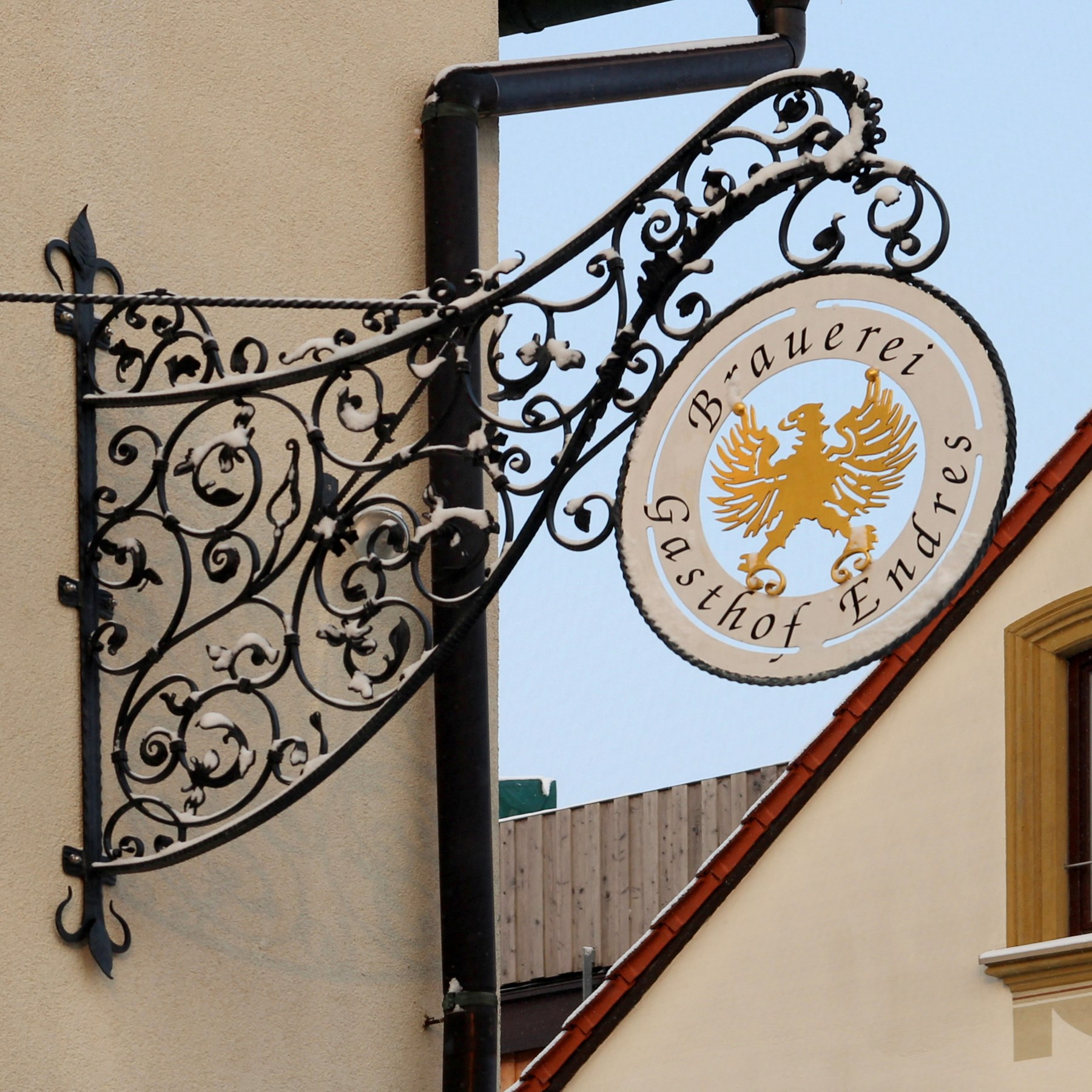
Wirtshausschild